# Tito Quíncio Crispino Sulpiciano
Tito Quíncio Crispino Sulpiciano (em latim: Titus Quinctius Crispinus Sulpicianus) foi um senador romano da gente Quíncia eleito cônsul em 9 a.C. com Nero Cláudio Druso.

## Biografia
Sulpiciano era um patrício filho biológico de um membro da gente Sulpícia que foi adotado por membro da gente Quíncia ou era filha de um Tito Quíncio com uma mulher de nome Sulpícia.
Sua carreira é praticamente desconhecida. Em 18 a.C., Sulpiciano foi tríunviro monetário e, em 9 a.C., foi eleito cônsul, servindo juntamente com o enteado de Augusto, Nero Cláudio Druso. Durante seu consulado, Sulpiciano conseguiu a aprovação da Lex Quinctia, que penalizava quem danificasse um aqueduto romano. Foi durante seu consulado que o Ara Pacis ("Altar da Paz") de Augusto foi inaugurado no Campo de Marte.
Veleio Patérculo descreveu Sulpiciano como "inútil e desafiador" e o acusou de uma "depravação única disfarçada de sobrancelhas proibidoras". Sulpiciano era aliado de Julo Antônio e foi acusado de ser um dos muitos amantes de Júlia, a Velha. Acabou sendo banido ou executado em 2 a.C. por causa disto.
Especula-se que Crispino Sulpiciano teria adotado um membro da gente Valéria, Tito Quíncio Crispino Valeriano, cônsul sufecto em 2.